# شیرین (ازبکستان)
شیرین، شهری در ولایت سیردریا، کشور ازبکستان است. این شهر در نزدیکی نیروگاه گازی سیردریا (از بزرگترین نیروگاه‌های شوروی سابق) و سد فرخاد قرار دارد.

## مکان جغرافیایی
این شهر در نزدیکی مرز تاجیکستان واقع است و تا شهر خجند تاجیکستان، ۵۰ کیلومتر فاصله دارد. نزدیکترین فرودگاه تا این شهر، فرودگاه خجند است که ۵۵ کیلومتر با آن فاصله دارد.

## تاریخ
این شهر در سال ۱۹۷۲ و به منظور اسکان کارکنان نیروگاه سیردریا بنا نهاده شد. قبل از ایجاد این شهر، در آن منطقه جمعیت‌های پراکنده‌ای از مردم، در روستاها ساکن بودند. جمعیت این شهر، طبق برآورد سال ۲۰۰۴، حدود ۱۵۳۰۰ نفر بوده‌است.